# 1071
Cette page concerne l'année 1071  du calendrier julien.
L'année 1071 est une année commune qui commence un samedi.

## Événements
- 13 mars : l’armée byzantine de l'empereur Romain IV Diogène quitte Constantinople avec Khroudj et Manuel Comnène, qui meurt en chemin, et marche contre celle des Turcs du sultan seldjoukide Alp Arslan, par Théodosiopolis ; Romain prend Manzikert mais affaiblit ses forces en envoyant un contingent soutenir Roussel de Bailleul dans la région du lac de Van[1].
- Printemps - été : le Turkmène Atsiz, vassal du Saljûqide Alp Arslan prend  Ramla aux Fatimides et assiège Jérusalem (prise en juin/juillet 1073)[2]. Il s’empare de la Palestine à l'exception d'Ascalon et rétablit le sunnisme[3].
- 26 août : les Byzantins sont vaincus à la bataille de Manzikert par les Seldjoukides. Romain IV Diogène, fait prisonnier, est retenu jusqu'à ce qu'il signe une paix très défavorable, traité par lequel il s’engage à payer 1 500 000 pièces d’or pour sa rançon et un tribut annuel de 360 000 pièces d’or. Un échange de prisonniers est prévu et la paix est conclue pour 50 ans[1].

### Europe
- 22 février : Robert le Frison écrase l'armée franco-anglaise du roi Philippe Ier et d’Arnoul III de Flandre en Flandre à la bataille du mont Cassel avec le soutien de l'empereur germanique. Robert le Frison usurpe le comté de Flandre (fin en 1093)[4]. Peu de temps après (mars-avril[5]), la paix est négociée  Philippe Ier épouse Berthe de Hollande, belle-fille de Robert.

- 22 mars : cérémonie du monastère de Saint Jean de la Peña, sanctionnant la liturgie romaine au détriment de la mozarabe en Espagne[6].

- 16 avril : prise de Bari[1]. Après la prise de Reggio (1060) et de Bari, le conquérant normand Robert Guiscard chasse les Byzantins d’Italie du Sud. Robert Guiscard, qui ne cache pas son intention d’envahir les Balkans, refuse à deux reprises (1072 et 1073), les propositions de la diplomatie byzantine qui lui propose une alliance matrimoniale.
- Avril : Guillaume le Conquérant commence le blocus de Cambridge[7].

- 23 août : la mort de l'archevêque de Milan Guido da Velate provoque une crise pour sa succession. Les Patares, partisans de la réforme grégorienne, imposent leur candidat, Attone, élu le 6 janvier 1072, avec le soutien du pape Grégoire VII contre le candidat de l'empereur, Goffredo da Castiglione[8].

- Octobre : Guillaume le Conquérant prend Ely, dernier noyau de résistance des révoltés anglais[7], sans doute avec l'aide des moines qui lui ont indiqué un chemin à travers les marais. Hereward l'Exilé parvient à s'échapper, mais la plupart de ses partisans sont faits prisonniers, et beaucoup sont aveuglés ou mutilés. Morcar de Northumbrie est capturé et emprisonné, alors que son frère Edwin de Mercie est tué par sa propre escorte. Guillaume pardonne à Hereward, qui se soumet[9]. La conquête normande de l'Angleterre est achevée.
- 24 octobre : début du règne de Michel VII Doukas Parapinakès, empereur byzantin (fin le 7 janvier 1078). Élève de Psellos, adonné aux études théologiques, Michel VII laisse les affaires d’État à ses ministres sous le contrôle du césar Jean Doukas, rappelé d’exil[1].
  - Romain IV, prisonnier des Saljûqides lors de la bataille de Manzikert, est relâché contre la promesse d’une rançon mais son beau-fils Michel VII Doukas, qui s’est emparé du trône lui fait crever les yeux et le cloître (1072)[1].

- 23 novembre : un document atteste que la Galice est intégrée au royaume de León-Castille[10].

- Russie : révoltes dirigées par les sorciers (volkhvy) à Souzdal[11], qui exigent des sacrifices humains pour que cesse la famine[12]. Elles sont sévèrement réprimées par les princes.
- Première mention d'Appenzell (Abbacella)[13].